# Fay Tolton Site
Fay Tolton Site er en arkæologisk plads med en forhistorisk by i Stanley County, South Dakota, som var befolket af indfødte amerikanere engang mellem 1036 og 1258.:74  Byen var kun beboet en kort peride, før den faldt i fjendtlige hænder og brændte.:346 

## Byen
Byen blev grundlagt på vestbredden af Missouri River i det centrale South Dakota, lidt syd for udløbet af Cheyenne River.:102  Det skete sandsynligvis engang i 1100-tallet.:108  Byen lå forsvarsmæssigt godt med flere stejle skrænter ned mod floddalen. Den let tilgængelige og udsatte del af byen prøvede indbyggerne at beskytte bag en mere end to meter bred og knap to meter dyb forsvarsgrøft. Det er uklart, om der fandtes en palisade ved grøften.:246 
Dele af byen er styrtet i Missouri River, men den bestod af mindst 33 jordhytter.:246  Hytterne var rektangulære med en bredde på ca. seks til syv meter og op til ti meter lange mure.:100  I husene var der udgravet forrådsgruber.:101 

## De arkæologiske fund
Kun to hytter er udgravet, og i dem begge lå der skeletter, fem i alt. Begge hytter var brændt.
Hytte 1: Tre ud af fire skeletter i denne hytte lå henslængt på gulvet omgivet af nedstyrtet, forkullet materiale samt flinteflækker, lerting, dyreknogler og lignende.:348  Det ene skelet var af et barn på ca. otte år.:100  Begge dets hænder manglede, men der er ikke fundet skæremærker på armknoglerne.:348  To skeletter var nok af teenage-kvinder. I skinnebenet på den ene sad en pilespids.:347  Skelettet af en mand i nok 30 års alderen lå med ryggen og sædet proppet ned i en forrådsgrube i et hjørne af hytten, så skuldrene og hovedet stak op over gulvet.:101 
Hytte 2: Det meste af skelettet af en mand sidst i 20erne lå i en forrådsgrube, men kraniet og underkæben manglede.

## Fortolkningen af fundene
De dødes kropsstillinger på gulvet inde i en hytte tyder på andet end formelle begravelser. Dette kombineret bl.a. med de brændte hytter vækker forestillinger om en by stormet, indtaget og ødelagt af fjendtlige indfødte. De manglende dele af skelettet i hytte nr. 2 er muligvis taget som trofæer.:101 
Den blodige konflikt ses som et sammenstød mellem sydligt bosatte folk og bybefolkninger nordpå, der udvidede deres landområder ned langs Missouri River.:111 